# Dunlop Tyres
A Dunlop Pneus é uma multinacional britânica fundada em 1888 por John Boyd Dunlop após ele ter inventado o pneu inflável moderno. Sua primeira fábrica foi aberta em Dublin no ano de 1889.
Em 1999, a Dunlop tornou-se membro de uma Joint Venture global entre Dunlop, a Sumitomo Rubber Industries e a The Goodyear Tire & Rubber Company. A Dunlop Aircraft Tyres permanece uma empresa separada. 
O veterinário escocês John Boyd Dunlop (1840 – 1921) sempre andou na frente. Ao notar que seu filho tinha um desconforto em mover as rodas de madeira maciça de seu triciclo, deu um passo que revolucionou o transporte no mundo inteiro: ele criou o “pneumático”. A invenção deu tão certo que se transformou na mais antiga fábrica de pneus do mundo, a Dunlop.

## A Dunlop
De 1953 a 1970 a Dunlop manteve uma fábrica na Cidade de Campinas/SP no endereço onde foi nomeado como Av John Boyd Dunlop. A Unidade foi vendida para a Pirelli quando a Empresa Dunlop saiu do Brasil.
Sob a gestão de produção e vendas da Sumitomo Rubber, a Dunlop é considerada uma das principais produtoras de pneu do planeta. Com sede mundial no Japão, a marca está presente em mais de 100 países. Suas fábricas também estão em todo o mundo, com grande força em toda a Ásia, nos Estados Unidos e em diversos países da Europa. A partir de 2013, a Dunlop iniciou a  produção no Brasil.
Atualmente, os pneus Dunlop são fabricados no Japão, Indonésia, Tailândia e China, e comercializados para mais de 100 países ao redor do mundo.